# Триклозан
Триклозан — синтетическое органическое соединение, антибактериальный и противогрибковый агент широкого спектра действия. Действует на многих представителей грамположительной и грамотрицательной флоры, а также на грибковые микроорганизмы.
Триклозан впервые синтезирован в Швейцарии в 1965 году. В 1968 году его стали массово использовать в США как пестицид. В начале XXI века триклозан активно применялся в моющих и чистящих средствах, а также средствах личной гигиены (мыло, дезодоранты, зубные пасты). Использование триклозана в зубной пасте в небольших дозах (0,3%) эффективно в профилактике гингивита. Триклозан применяется в стоматологии при обработке отпрепарированных полостей зуба перед пломбированием.
В 2017 году группа из более чем 200 учёных и врачей выпустила Флорентийское заявление о триклозате и триклокарбане, в котором они призвали ограничить производство и использование в быту этих веществ из-за их негативного влияния на окружающую среду и риск распространения устойчивых к антибиотикам патогенов. После этого регуляторы ведущих стран ввели ограничительные меры на массовое использование триклозана в быту.

## Механизм действия
В высоких концентрациях (0,2—2%) триклозан действует как биоцид (бактерицидно), вероятно, влияя на несколько целей в цитоплазме и мембране бактериальных клеток. Однако при невысоких концентрациях (до десятков микрограмм на литр), применяющихся в коммерческих продуктах, триклозан проявляет бактериостатические свойства, в основном подавляя синтез жирных кислот в бактериях.
Триклозан связывается с бактериальным ферментом ENR, кодируемым геном FabI. Связанный фермент формирует стабильные комплексы ENR-NAD+-триклозан, которые не могут участвовать в синтезе жирных кислот, необходимых для синтеза мембран и репродукции бактерий. У людей нет фермента ENR, поэтому триклозан не действует на клетки человека.
При нагреве в щелочной среде (мыло) происходит дегидрохлорирование с замыканием диоксанового цикла с образованием дихлордибензодиоксина — вещества намного более ядовитого, чем исходное.

## Безопасность
Опасность триклозана для людей не была продемонстрирована и он считается безопасным для людей. Однако эксперименты на животных показали его способность наносить вред репродуктивной системе, в том числе снижать качество спермы, а также вызывать гормональные нарушения.
В 2017 году российские учёные выяснили, что у крыс триклозан вызывает повреждение митохондрий, что запускает апоптоз в клетках.
Некоторые бактерии могут вырабатывать устойчивость к триклозану, делая бесполезным не только его, но и некоторые другие антибактериальные средства. Распространение в природе резистентных к антибиотикам микроорганизмов приводит к невозможности вылечить пациентов, заразившихся такими патогенами.

## Регулирование
В 2014 году в американском штате Миннесота был подписан и 1 января 2017 года вступил в силу местный закон о запрете использования триклозана в потребительских товарах. Многие компании выполнили его требования раньше этого срока.
2 сентября 2016 года американское агентство FDA приняло решение о запрете применения триклозана и триклокарбана в жидком и твёрдом мыле, поскольку использующие их производители не смогли доказать их безопасность и эффективность при длительном применении. В то же время триклозан разрешён к применению в зубной пасте, поскольку, по мнению консультантов FDA, в ротовой полости его бактерицидные качества перевешивают риски.
В 2017 году группа учёных и врачей выпустили Флорентийское заявление с призывом ограничить производство и использование в быту средств с триклозаном и триклокарбаном. Этот документ подписали более 200 специалистов. Помимо Управления по санитарному надзору за качеством пищевых продуктов и медикаментов США (англ. FDA), триклозан и триклокарбан запретили добавлять в антибактериальные моющие средства ведущие организации здравоохранения и регулирования в сфере бытовой химии, в том числе Европейское агентство по химикатам (англ. ECHA).